# Pseudomalacoceros tridentata
Pseudomalacoceros tridentata är en ringmaskart som först beskrevs av Rowland Southern 1914.  Pseudomalacoceros tridentata ingår i släktet Pseudomalacoceros och familjen Spionidae. Inga underarter finns listade i Catalogue of Life.